# Camouflage (песня Брэда Пейсли)
Camouflage — песня американского кантри-певца и автора-исполнителя Брэда Пейсли, вышедшая 17 октября 2011 года в качестве четвёртого сингла с его 8-го студийного альбома This Is Country Music (2011). Авторами песни выступили Chris DuBois, Kelley Lovelace, Brad Paisley.

## История
«Camouflage» достиг позиции № 15 в американском хит-параде кантри-музыки Billboard Hot Country Songs, и позиции № 87 Billboard Hot 100.
Песня получила положительные отзывы музыкальных критиков: Roughstock, Country Universe.

## Чарты

### Еженедельные чарты
| Чарт (2012)                       | Высшая позиция |
| --------------------------------- | -------------- |
| США (Billboard Hot Country Songs) | 15             |
| США (Billboard Hot 100)           | 87             |

### Итоговые годовые чарты
| Чарт (2011-12)               | Позиция |
| ---------------------------- | ------- |
| US Country Songs (Billboard) | 64      |